# 朱貴熡
蘄水靖和王朱貴熡（1424年—1468年），明朝遼藩第一代蘄水王，遼簡王朱植的庶第二十子。

## 生平
正統二年（1437年），封蘄水王。
成化四年（1468年），朱貴燠去世，享年四十五歲，諡號靖和。三年後，嫡長子朱豪坴襲爵。

## 家庭

### 妻
- 秦氏，北城兵馬副指揮秦曇女，正統九年（1444年）冊為蘄水王妃[3]

### 子
- 嫡長子：蘄水安穆王朱豪坴